# Középiráni nyelvek
A középiráni nyelvek a Kr. e. 4. század és a 9. század között – az óiráni nyelvek letűnte után – beszélt iráni nyelvek csoportja.
Nyugati középiráni nyelvek:
- Párthus
- Középperzsa

Keleti középiráni nyelvek:
- Baktriai
- Szogd
- Horezmi
- Szaka csoport
  - Hotáni szaka
  - Tumsuki szaka
  - Déli szaka
  - Jüecsi
  - Hsziungnu
- Óoszét (szkíto-szarmata)